# Het Meerhuis
't Meerhuis is een beschermd gemeentelijk monument in de gemeente Baarn aan de Biltseweg bij Lage Vuursche, in de provincie Utrecht.
De dienstwoning werd in 1852 gebouwd door de eigenaar van landgoed Pijnenburg, Andries de Wilde. Het wit bepleisterde huis heeft raamluiken in de kleuren van Pijnenburg: groen en rood. Het huis is genoemd naar het nabijgelegen Pluismeer dat in de tijd van de bouw veel groter was dan tegenwoordig.